# Manfred Herweh
Manfred Herweh (Lampertheim, 14 giugno 1954) è un pilota motociclistico tedesco.

## Carriera
Le sue prime presenze continuative nelle competizioni internazionali risalgono al 1981, anno in cui ha gareggiato nel campionato Europeo Velocità in 250 (dodicesimo posto) e in 500, mentre l'esordio nel motomondiale avviene in occasione del Gran Premio motociclistico di Germania 1980 concluso con un ritiro in 250. Partecipa allo stesso GP l'anno seguente ottenendo il ventesimo posto in classe 350.
Nel Gran Premio motociclistico di Germania 1982 ottiene il suo primo successo nel motomondiale vincendo l'ultima gara della storia della classe 350 e partecipando anche alla gara della classe 250 conclusa con un settimo posto.
Dopo aver ottenuto un altro successo nel motomondiale 1983, la sua annata migliore è quella del 1984 dove ottiene quattro vittorie e conclude come vice campione del mondo alle spalle del francese Christian Sarron, ottenendo durante la stagione la vittoria nel GP conclusivo. Partecipa ancora continuativamente sino al motomondiale 1989 ma senza ottenere più risultati di particolare rilievo.

## Risultati nel motomondiale

### Classe 250
| 1980 | Classe | Moto   |  |    |  |    |  |    |    |  |  |     |  |  |  |  |  | Punti | Pos. |
| ---- | ------ | ------ |  | -- |  | -- |  | -- | -- |  |  | --- |  |  |  |  |  | ----- | ---- |
| 1980 | 250    | Yamaha |  | NE |  | NE |  | NE | NE |  |  | Rit |  |  |  |  |  | 0     |      |

| 1982 | Classe | Moto   |    |    |  |  |  |  |  |  |  |  |  |  |  |   |  | Punti | Pos. |
| ---- | ------ | ------ | -- | -- |  |  |  |  |  |  |  |  |  |  |  | - |  | ----- | ---- |
| 1982 | 250    | Yamaha | NE | NE |  |  |  |  |  |  |  |  |  |  |  | 7 |  | 4     | 26º  |

| 1983 | Classe | Moto       |   |  |   |     |    |   |   |     |     |  |  |    |  |  |  | Punti | Pos. |
| ---- | ------ | ---------- | - |  | - | --- | -- | - | - | --- | --- |  |  | -- |  |  |  | ----- | ---- |
| 1983 | 250    | Real-Rotax | 6 |  | 3 | Rit | 21 | 1 | 3 | Rit | Rit |  |  | NE |  |  |  | 40    | 7º   |

| 1984 | Classe | Moto       |   |   |    |     |   |   |   |   |   |     |   |   |  |  |  | Punti | Pos. |
| ---- | ------ | ---------- | - | - | -- | --- | - | - | - | - | - | --- | - | - |  |  |  | ----- | ---- |
| 1984 | 250    | Real-Rotax | 4 | 9 | 12 | Rit | 3 | 3 | 1 | 3 | 1 | Rit | 1 | 1 |  |  |  | 100   | 2º   |

| 1985 | Classe | Moto       |     |    |  |  |  |  |    |   |   |   |     |   |  |  |  | Punti | Pos. |
| ---- | ------ | ---------- | --- | -- |  |  |  |  | -- | - | - | - | --- | - |  |  |  | ----- | ---- |
| 1985 | 250    | Real-Rotax | Rit | NP |  |  |  |  | 23 | 6 | 4 | 3 | Rit | 4 |  |  |  | 31    | 8º   |

| 1986 | Classe | Moto    |    |    |     |   |   |     |     |     |  |  |  |    |  |  |  | Punti | Pos. |
| ---- | ------ | ------- | -- | -- | --- | - | - | --- | --- | --- |  |  |  | -- |  |  |  | ----- | ---- |
| 1986 | 250    | Aprilia | 14 | 14 | Rit | 7 | 8 | Rit | Rit | Rit |  |  |  | NE |  |  |  | 7     | 19º  |

| 1987 | Classe | Moto  |     |    |    |    |    |    |    |   |    |     |     |   |    |  |  | Punti | Pos. |
| ---- | ------ | ----- | --- | -- | -- | -- | -- | -- | -- | - | -- | --- | --- | - | -- |  |  | ----- | ---- |
| 1987 | 250    | Honda | Rit | 15 | NP | 18 | 17 | 13 | 11 | 5 | 10 | Rit | Rit | 8 | 10 |  |  | 11    | 15º  |

| 1988 | Classe | Moto   |    |  |    |    |    |     |   |    |     |     |  |     |  |    |    | Punti | Pos. |
| ---- | ------ | ------ | -- |  | -- | -- | -- | --- | - | -- | --- | --- |  | --- |  | -- | -- | ----- | ---- |
| 1988 | 250    | Yamaha | NP |  | 10 | 10 | 12 | Rit | 8 | 10 | Rit | Rit |  | Rit |  | 24 | 11 | 35    | 15º  |

| 1989 | Classe | Moto   |    |  |  |  |  |    |    |    |    |    |    |    |    |    |  | Punti | Pos. |
| ---- | ------ | ------ | -- |  |  |  |  | -- | -- | -- | -- | -- | -- | -- | -- | -- |  | ----- | ---- |
| 1989 | 250    | Yamaha | NP |  |  |  |  | NQ | 25 | NQ | NQ | 23 | NQ | 22 | 17 | 15 |  | 1     | 39º  |

| Legenda | 1º posto        | 2º posto            | 3º posto            | A punti      | Senza punti        | Grassetto – Pole position Corsivo – Giro più veloce |
| Legenda | Gara non valida | Non qual./Non part. | Ritirato/Non class. | Squalificato | '-' Dato non disp. | Grassetto – Pole position Corsivo – Giro più veloce |

### Classe 350
| 1981 | Classe | Moto   |  |  |    |  |    |    |  |  |    |    |  |    |    |  | Punti | Pos. |
| ---- | ------ | ------ |  |  | -- |  | -- | -- |  |  | -- | -- |  | -- | -- |  | ----- | ---- |
| 1981 | 350    | Yamaha |  |  | 20 |  | NE | NE |  |  | NE | NE |  | NE | NE |  | 0     |      |

| 1982 | Classe | Moto   |  |  |  |    |  |  |    |    |  |    |  |  |    |   | Punti | Pos. |
| ---- | ------ | ------ |  |  |  | -- |  |  | -- | -- |  | -- |  |  | -- | - | ----- | ---- |
| 1982 | 350    | Yamaha |  |  |  | NE |  |  | NE | NE |  | NE |  |  | NE | 1 | 15    | 13º  |

| Legenda | 1º posto        | 2º posto            | 3º posto            | A punti      | Senza punti        | Grassetto – Pole position Corsivo – Giro più veloce |
| Legenda | Gara non valida | Non qual./Non part. | Ritirato/Non class. | Squalificato | '-' Dato non disp. | Grassetto – Pole position Corsivo – Giro più veloce |